# Lambda Electronics Ltd PC 8300
Lambda Electronics Ltd PC 8300 (PC 8300) је кућни рачунар, производ фирме Lambda Electronics Ltd који је почео да се израђује у Хонгконгу током 1983. године.
Користио је NEC D780C-1 (Z80A клон) као централни микропроцесор а RAM меморија рачунара PC 8300 је имала капацитет од 2 KB. 

## Детаљни подаци
Детаљнији подаци о рачунару PC 8300 су дати у табели испод.
|                       |                                                      |
| [ 1 ]                 |                                                      |
| Произвођач            |                                                      |
| Тип                   | кућни рачунар                                        |
| Меморија              | 2 KB                                                 |
| Поријекло             | Хонгконг                                             |
| Година                | 1983                                                 |
| Тастатура             | равна мембрана, гумена тастатура, 42 тастера, QWERTY |
| Процесор              |                                                      |
| Фреквенција процесора | 3,25                                                 |
| RAM                   | 2 KB                                                 |
| ROM                   | 8 KB                                                 |
| Текст                 | 32 x 24                                              |
| Графика               | 64 x 48 (полу-графички симболи)                      |
| Боја                  | црно и бијело                                        |
| Звук                  | 1 гласни генератор звука                             |
| Димензије             | 295 x 150 x 55 / 700 грама                           |
| Портови               |                                                      |
| Оперативни систем     |                                                      |